# Фелькермаркт (округ)

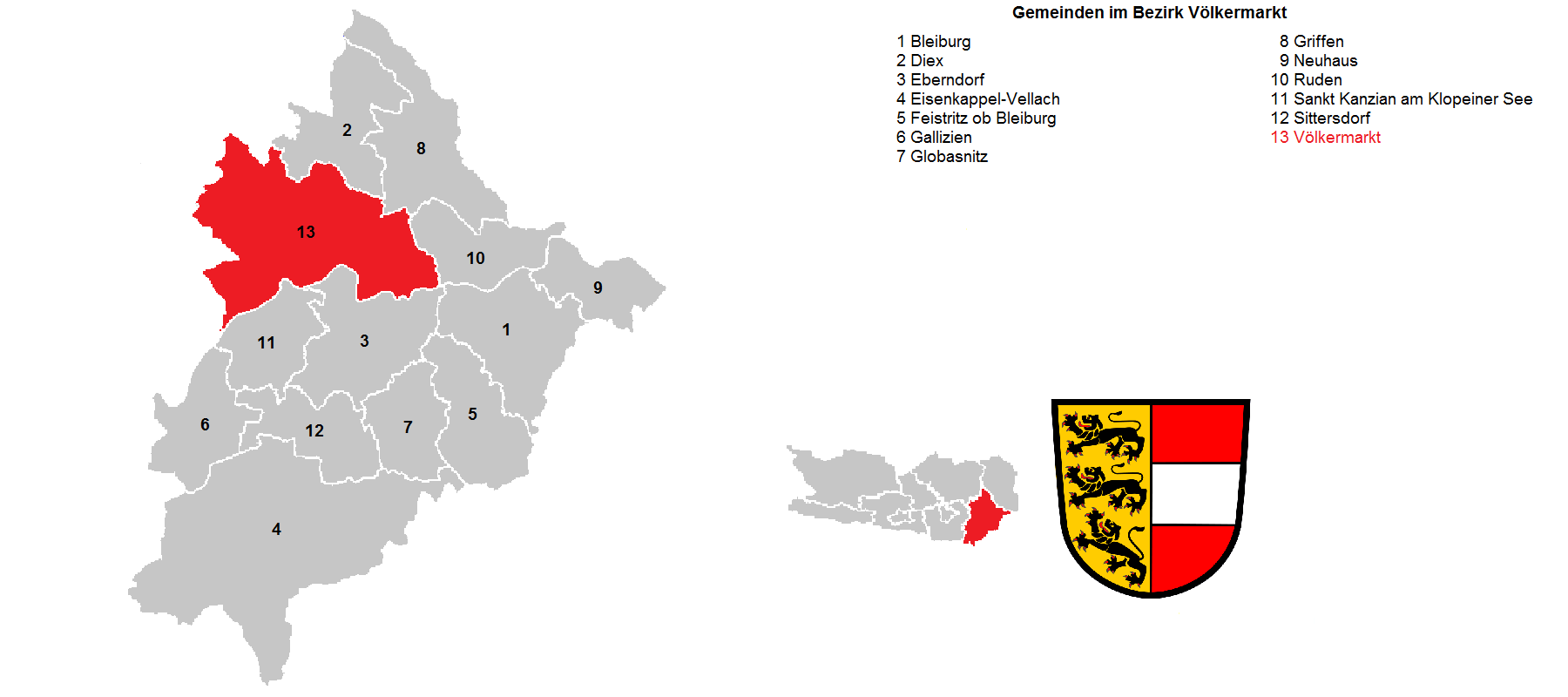
Політичні громади політичного округу Фелькермаркт

Фелькермаркт (нім. Völkermarkt, словен. Velikovec) — округа федеральної землі Каринтія в Австрії.
На 1 січня 2018 року населення округи становило 42 025 осіб. Площа 907,49 км². Центр округу - місто Фелькермаркт.
.

## Склад округи
Округа складається з 13 громад, у тому числі два міста, три ярмаркові громади і вісім звичайних громад.

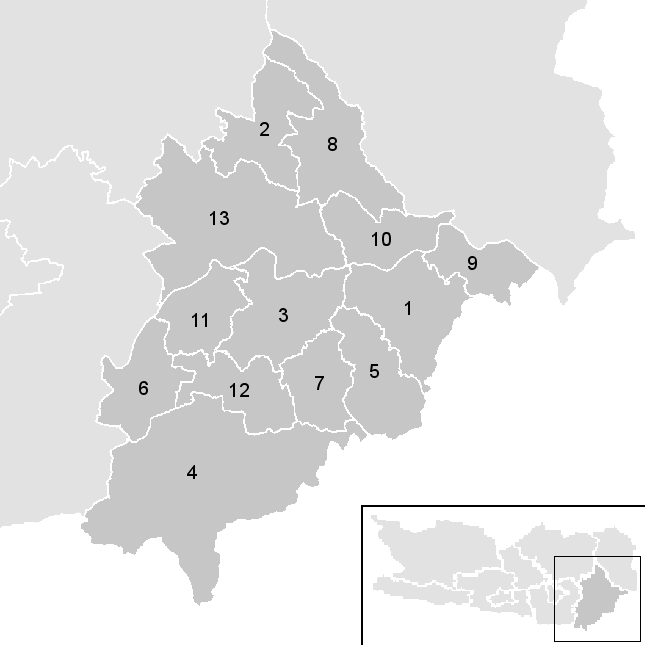
Адміністративний поділ округи Фелькермаркт

| Громади                        | Громади                        | Громади                 | Населення, осіб         | Площа, км²              | № на мапі               |
| (укр.)                         | (нім.)                         | (словен.)               | Населення, осіб         | Площа, км²              | № на мапі               |
| Міста та міські громади        | Міста та міські громади        | Міста та міські громади | Міста та міські громади | Міста та міські громади | Міста та міські громади |
| ------------------------------ | ------------------------------ | ----------------------- | ----------------------- | ----------------------- | ----------------------- |
| Блайбург                       | Bleiburg                       | Pliberk                 | 4 072                   | 69,75                   | 1                       |
| Фелькермаркт                   | Völkermarkt                    | Velikovec               | 10 944                  | 137,44                  | 13                      |
| Ярмаркові громади              |                                |                         |                         |                         |                         |
| Айзенкаппель-Феллах            | Eisenkappel-Vellach            | Železna Kapla-Bela      | 2 308                   | 199,43                  | 4                       |
| Гріффен                        | Griffen                        | Grebinj                 | 3 464                   | 74,86                   | 8                       |
| Еберндорф                      | Eberndorf                      | Dobrla vas              | 5 865                   | 67,81                   | 3                       |
| Громади                        |                                |                         |                         |                         |                         |
| Галліцієн                      | Gallizien                      | Galicija                | 1 761                   | 46,72                   | 6                       |
| Глобасніц                      | Globasnitz                     | Globasnica              | 1 620                   | 38,33                   | 7                       |
| Дієкс                          | Diex                           | Djekše                  | 825                     | 54,79                   | 2                       |
| Зіттерсдорф                    | Sittersdorf                    | Žitara vas              | 2 011                   | 45,05                   | 12                      |
| Нойгаус                        | Neuhaus                        | Suha                    | 1 039                   | 36,36                   | 9                       |
| Руден                          | Ruden                          | Ruda                    | 1 530                   | 42,39                   | 10                      |
| Санкт-Канціан-ам-Клопайнер-Зеє | Sankt Kanzian am Klopeiner See | Škocjan v Podjuni       | 4 401                   | 41,08                   | 11                      |
| Файстріц-об-Блайбург           | Feistritz ob Bleiburg          | Bistrica nad Pliberkom  | 2 185                   | 54,19                   | 5                       |

## Населення
Населення округу за роками за даними статистичного бюро Австрії

## Виноски
- Офіційна сторінка(нім.)